# Actinote callianira
Actinote callianira är en fjärilsart som beskrevs av Jacob Hübner 1837. Actinote callianira ingår i släktet Actinote och familjen praktfjärilar. Inga underarter finns listade i Catalogue of Life.